# Delegación apostólica para las Antillas
La Delegación apostólica para las Antillas Mayores y Menores, conocida más sencillamente como Delegación apostólica para las Antillas, fue y es una misión diplomática de la Santa Sede en la región del Caribe para los estados insulares. Fue una oficina diplomática de la Santa Sede, cuyo representante se llama delegado apostólico y tiene rango de encargado de negocios. Hoy en día es una de las 12 delegaciones apostólicas que existen.
La delegación existió en un primer periodo desde el 7 de diciembre de 1925 hasta el 10 de agosto de 1938, ambas fechas dentro del papado de Pío XI quien inicialmente creo la oficina con sede en La Habana (Cuba) con la responsabilidad de realizar misiones diplomáticas en todos los estados y dependencias de las Antillas Mayores y de las Antillas Menores. El delegado fue el maltés George J. Caruana, nombrado el 22 de diciembre de 1925. Tras trece años de existencia con la información suministrada por el delegado sobre la hercúlea tarea de desplazarse en barco entre las delegaciones, los destinos fueron repartidos entre otras delegaciones y nunciaturas de la zona: Jamaica y la Honduras británica pasaron a depender de la Nunciatura Apostólica en Cuba; Barbados y las Antillas Menores más cercanas al continente pasaron a depender de la Nunciatura Apostólica en Venezuela; Puerto Rico y sus territorios asociados a la Nunciatura Apostólica en la República Dominicana (que funcionaba ya en conjunto con la Nunciatura Apostólica en Haití); Bermudas a la Delegación Apostólica en Canadá y Terranova; y Las Bahamas a la Nunciatura Apostólica en Estados Unidos.
El 19 de marzo de 1975, el Papa Pablo VI reestableció la Delegación apostólica para las Antillas estableciendo su sede en Puerto Príncipe (Haití). Su área de competencia inicial se ha ido reduciendo con el establecimiento de sucesivas nunciaturas apostólicas en países antillanos como Antigua y Barbuda, Barbados, Belice, Dominica, Granada, Guyana, Jamaica, San Juan y Nieves, Santa Lucía, San Vicente y las Granadinas, Surinam o en Trinidad y Tobago, aunque en la actualidad lo habitual es que el mismo nuncio apostólico de esas nunciaturas sea nombrado delegado apostólico para las Antillas.
El delegado apostólico para las Antillas es desde el 30 de julio de 2022 el español Santiago de Wit Guzmán, arzobispo titular de Gabala, siendo nombrado en el mismo acto como nuncio apostólico en Trinidad y Tobago, Antigua y Barbuda, Belice, Granada, República Cooperativa de Guyana, San Cristóbal y Nieves, San Vicente y las Granadinas y Surinam. El 12 de noviembre del mimso año fue nombrado nuncio apostólico en Bahamas, Barbados, Dominica, Jamaica y Santa Lucia.

## Delegados Apostólicos
Primera Delegación apostólica
- George J. Caruana (22 de diciembre de 1925 – 10 de agosto de 1938)

Actual Delegación apostólica
- Luigi Conti (1 de agosto de 1975 – 9 de febrero de 1980)
- Paul Fouad Tabet (9 de febrero de 1980[7] – 11 de febrero de 1984)
- Manuel Monteiro de Castro (16 de febrero de 1985 – 21 de agosto de 1990)
- Eugenio Sbarbaro (7 de febrero de 1991 – 26 de abril de 2000)
- Emil Paul Tscherrig (8 de julio de 2000 – 22 de mayo de 2004)
- Thomas Edward Gullickson (2 de octubre de 2004 – 21 de mayo de 2011)
- Nicola Girasoli (29 de octubre de 2011 – 16 de junio de 2017)
- Fortunatus Nwachukwu (4 de noviembre de 2017 – 17 de diciembre de 2021)
- Santiago de Wit Guzmán (Desde el 30 de julio de 2022)